# Parc des Princes (Boulogne-Billancourt)
Pour les articles homonymes, voir Parc des Princes (homonymie).
 (septembre 2022).
Le stade du Parc des Princes a été construit en 1897 sur les communes de Boulogne-Billancourt et de Paris. La partie parisienne est dans le quartier d'Auteuil. Le stade est souvent appelé « le Parc », du nom du lieu-dit aménagé par le duc de Morny en 1860 dans une vaste opération immobilière de luxe supervisée par le baron Haussmann sur un ancien espace boisé situé entre le bois de Boulogne et la porte de Saint-Cloud, au niveau de l'avenue Robert Schuman, à l'est de la rue Denfert-Rochereau et au nord de la rue des Princes sur la commune de Boulogne-Billancourt.

## Historique
Le territoire actuel de Boulogne-Billancourt inclut de nombreux lieux et lieux-dits d’autrefois : le Point du Jour, la plaine de Billancourt, Longpré, les Faisses, l'île de Sève, la ferme de Billancourt, les Quatre Cheminées, les Chaussières, la plaine de Boulogne, Gibet, le port de Boulogne, l'île de Maire, les Menus, Longchamp, les Hariettes, le Petit Boulogne, Les Guerets, Bellefeuile, la Queue du Bois, auxquels se sont adjoints au XIXe siècle trois lotissements nouveaux : le Parc Impérial, le Hameau Fleuri et le Parc des Princes. 

### Du Moyen Âge à la fin de l'Ancien Régime
Le parc des Princes était cette pointe sud du bois de Boulogne au sud de la butte Mortemart, entre la rue des Princes à Boulogne (actuelles rue Denfert-Rochereau et rue des Princes), et l'avenue du Parc des Princes à Auteuil. Le bout du bois se prolongeait au Moyen Âge un peu plus au sud entre Boulogne, Billancourt et Passy dans un quartier qui, en étant défriché, conserva le nom de la Queue du bois. Sa lisière sud aménagée pris le nom de Chemin Vert. La route, dite de Monseigneur — le Grand Dauphin ayant son château à Meudon —, y conduisait sur le trajet des actuelles rue de Meudon et des Quatre-Cheminées puis la longeait par ce qui est devenu l'avenue Victor-Hugo. Les Quatre Cheminées, c'est-à-dire les quatre cheminements, ont reçu ce nom lors de la création du carrefour avec la route conduisant au pont de Sèvres. En 1743, Louis XV fait aménager le bois de Boulogne et percer dans l'enceinte de celui-ci une porte au bout de la route de Monseigneur pour permettre à la cour de se rendre à la chasse. Le tronçon de la route Monseigneur entre la nouvelle route de Versailles et le parc de chasse emprunté par les courtisans est baptisé route des Princes. À la Révolution, le village de Boulogne la Petite agrandit son territoire d'un tiers par l'annexion de celui que possédait Saint-Cloud sur la rive droite de la Seine et la commune adopte en 1790 le nom de Boulogne-sur-Seine.

### L'époque moderne
Le parc des Princes fut utilisé dès le XVIIIe siècle comme un lieu de détente, de chasse et de promenade prisé par le roi et les princes royaux. Ce caractère est renforcé durant la première moitié du XIXe siècle avec l'adoption par la bourgeoisie parisienne de ces plaisirs jadis réservés à la noblesse. Purement naturel jusqu'en 1855, le site connaît ses premiers aménagements urbanistiques avec le percement d'une route donnant le coup d'envoi du développement du futur quartier du Parc des Princes. Il semble que le nom de « Parc des Princes » fasse son apparition à cette période en reprenant les termes de route des Princes et de porte des Princes, en usage dès le XVIIIe siècle. Très à la mode sous le Consulat et l'Empire, Boulogne s'urbanise au XIXe siècle et se voit diminuée de Longchamp sous le Second Empire puis agrandie, en 1860, du Parc des Princes aménagé par Haussmann et de Billancourt aménagé en Hameau Fleuri. Le quartier fut érigé par le baron Haussmann sous le Second Empire selon un cahier des charges impliquant une faible pression démographique et commerciale. Aussi, plusieurs voies sont clôturées et sont plantées d'hôtels particuliers et de maisons de ville comme l'avenue Robert-Schuman, la rue Gutenberg ou encore le boulevard d'Auteuil. 
À la suite du plébiscite du 6 novembre 1804, le domaine central de quinze hectares qui s'étend en face de l'église, l'ancien Valcourt, est renommé Parc Impérial en l'honneur de Napoléon. Loti progressivement, c'est en quelque sorte le précurseur du lotissement du Parc des Princes. Le fonds ouest, c'est-à-dire le territoire mis en vente, pris sur le bois et rattaché ultérieurement, en 1860, à Boulogne par Haussmann, a pris le nom de La Retraite quand il a été loti sous Napoléon III, en 1855, le fonds étant destiné aux fortifications. Après la défaite de 1870, il n'était sans doute plus possible de conserver un nom qui évoqua la retraite des généraux à Sedan et en Alsace-Lorraine et celui de Parc des Princes, imité du Parc Impérial loti au centre de Boulogne sous Napoléon Ier, s'est imposé. Le Fonds des Princes ne désigne plus depuis que la partie annexée à Auteuil par Paris en 1922, au nord du boulevard d'Auteuil où se trouve le stade Roland-Garros, l'ancienne pépinière de Paris, et la piscine Molitor.
Le développement de Boulogne a été rythmé par cinq destructions militaires qui ont chacune marqué l'avènement d'une époque nouvelle. Successivement, cette campagne verdoyante et boisée proche de Paris a attiré les œuvres hospitalières du bas Moyen Âge, puis les villégiatures du Grand Siècle et du XVIIIe siècle et les villas bourgeoises au XIXe siècle. C'est dans les parcs de ces propriétés que les ingénieurs de la Belle Époque ont élevé leurs usines, remplacées aujourd'hui par des ensembles et des sièges d'entreprises qui font de Boulogne un pôle totalement intégré dans la conurbation parisienne.
En 1815, Boulogne est impliqué dans la bataille de Rocquencourt et son bois est rasé. Le changement de régime est marqué par une redistribution et un premier lotissement des grandes propriétés qui se partagent le territoire de la commune, en particulier à trois riches veuves, la marquise d'Aguesseau installée dès 1810, Madame Fessart, et la marquise de Verdun. En 1841 la population a presque triplé depuis la fin de l'Ancien Régime et atteint 6 906 habitants. Le processus d'urbanisation enclenché confronte la municipalité aux problèmes d'assainissement (le choléra s'y est déclaré en 1832) et s'amplifie par la construction de rues et par des lotissements immobiliers, dont le Hameau Fleuri, dessiné dès 1825 par le baron de Gourcuff à Billancourt sur un sixième du territoire actuel, puis à partir de 1854, à l'initiative du duc de Morny, le luxueux Parc des Princes dans le prolongement du domaine Rothschild, château, parc et jardins, lequel domaine devient en 1879 une des propriétés les plus admirées de France. En 1860, Haussmann réunit ces deux territoires auteuillois du Parc des Princes et de Billancourt à Boulogne en compensation du rattachement à Paris de Longchamp transformé en hippodrome. Il impose à la nouvelle cité, qui ne choisira son nom de Boulogne-Billancourt qu'en 1926, son axe fédérateur, l'actuel boulevard Jean-Jaurès. À partir de 1854, Napoléon III engage un processus complexe d'expropriations dans la capitale qui vise entre autres à s'emparer des terrains entre la capitale et Saint-Cloud et y transférer les courses hippiques du Champ-de-Mars sur deux hippodromes, le galop au sud de Longchamp, le steeple-chase entre l'abbaye de Longchamp et le château de Madrid à la place de l'actuel hippodrome d'Auteuil. Boulogne est ainsi amputé de sa partie à l'extrême nord, et y perd son cimetière, créé en 1808 dans la lisière du bois sur ce qui se retrouve alors au-dessus du virage sud-est de l'hippodrome. La municipalité devra faire ouvrir une nouvelle rue, la rue de l'Est, pour conduire à un nouveau cimetière, entre Boulogne et Billancourt.

### La révolution haussmanienne
Afin de financer ces coûteux travaux, la ville de Paris, en accord avec l'État, cède alors à des acquéreurs privés les terrains du bois laissés à l'écart des fortifications, tant du côté de Boulogne que de Neuilly : le lieu-dit le Fonds des Princes, c'est-à-dire le terrain des Princes destiné à être aliéné, est délimité en lisière du bois. C'est aujourd'hui un lieu-dit. On établit au nord de ce terrain une allée des Chênes (actuel boulevard d'Auteuil) et tout ce qui se trouve au sud est loti sous le nom de Parc des Princes. Moïse Millaud, banquier et journaliste fondateur du Petit Journal, fut l'un des premiers aliénataires. Haussmann, comme dans tous ses grands travaux d'urbanisme, impose un cahier des charges très strict au nouveau quartier des Princes : les lotissements sont destinés à un aménagement résidentiel uniquement, les commerces et les industries sont bannis, l'esthétique des habitations se doit de souligner un caractère aristocratique. Le fonds voit effectivement se construire de somptueux hôtels particuliers et maisons de villégiature, jusqu'au niveau de la route de la Reine. L'allée des Chênes et l'avenue des Princes (actuelle avenue Robert-Schuman) sont clôturées par des grilles en fer analogues à celles de l'avenue de l'Impératrice (avenue Foch). Le quartier Saint-James, construit à la place du château de Boulogne de François Ier à Neuilly, connaîtra un destin similaire.
Cet urbanisme aristocratique exprime tout le paradoxe d'une classe conservatrice nouvelle, attachée à la nouveauté et à son rang : le luxe s'affiche même sur les façades, mais derrière des grilles. On se montre entre soi. Cette discrétion tapageuse, l'Empereur est le premier à la pratiquer à Boulogne dans le toujours discret et luxueux hôtel, élevé sur son trajet du château à l'hippodrome (actuel quai du Quatre-Septembre, au numéro 24) pour sa maîtresse, Marguerite Bellanger. L'exemple n'est pas unique.
- Le château Rothschild : En 1856, la coupure de la ville d'avec Longchamp est parachevée par l'extension de la propriété du baron Edmond de Rothschild à trente hectares. Celui-ci confie cette année-là à Sir Joseph Paxton la construction d'un nouveau château de Boulogne dans le style Grand Siècle[8]. Le parc se compose d'un jardin à la française, autour du château, du Routin, qui est un jardin paysager d'aspect sauvage autour d'un ruisseau, et d'un jardin japonais composé par M. Hatta, spécialiste venu de Tokyo. En 1879, c'est devenu une des plus belles propriétés de France, centre de référence horticole et lieu de mondanité. Chopin y avait, quelques décennies plus tôt dans l'ancien pavillon, écrit sa cinquième ballade en fa mineur.
- Le château du Belvédère : Une des premières résidences du Parc des Princes fut la plus splendide, le château du Belvédère du duc de Morny lui-même. Grand amateur de chevaux et promoteur du projet de l'hippodrome de Longchamp, tout comme il le sera de celui de Deauville, Morny, simultanément engagé dans le projet du Vésinet, a voulu œuvrer par ce modèle incitatoire au succès commercial et, à son sens, social, d'un Parc des Princes faisant la liaison entre l'Élysée et Saint-Cloud. C'est aujourd'hui un des bâtiments d'une clinique privée qui n'a bien sûr rien conservé des luxueux décors intérieurs.
- Notre Dame : L'église Notre-Dame, devenue vétuste, subit de 1860 à 1863 une restauration menée par Eugène-Louis Millet[9]. L'église est débarrassée des nombreux appendices qui avaient proliféré tout autour et qui servaient d'écoles, presbytère, mairie… La nef est prolongée, une flèche vient remplacer le clocheton, ce qui change nettement l'allure de l'édifice, et surtout le porche, parce qu'il est du XVIe siècle, est supprimé[9]. La transformation de Millet, conforme moins à l'original qu'à un idéal gothique, est radicale et vivement critiquée[10]. La disparition des misérables bâtiments d'école encastrés dans l'église rend nécessaire la construction d'un nouveau groupe scolaire. Aussi, sur un don de cent mille francs des époux Escudier, Boulogne se dote de 1860 à 1864 d'écoles neuves de garçons puis pour filles rue Fessart[11].

C'est en 1860 qu'Haussmann fait rattacher, par la loi du 16 juin 1859, Billancourt et l'ouest du quartier du Point-du-Jour à Boulogne-sur-Seine, en les séparant définitivement de la commune d'Auteuil. Le Parc des Princes est officiellement annexé à la ville et le maire est alors chargé de classer les voies et de les faire entretenir. Boulogne y voit défiler la société aristocratique et bourgeoise de l'époque : le prince Jérôme y visite la comtesse de Loynes ; le Grand Duc Paul de Russie accueille dans son hôtel particulier (actuel collège Dupanloup) la famille impériale russe exilée ; le prince polonais Ladislas Czartoryski réside rue de la Tourelle…
Le nouveau Boulogne se retrouve pris en étau par la Seine et le Bois de Boulogne, isolé de la capitale. Les restrictions haussmanniennes propres au nouveau quartier des Princes ne facilitent pas les communications et les faibles pressions démographique, industrielle et commerciale créent une zone tampon au nord-est entre Boulogne et Paris. De plus, la constitution définitive au nord-ouest de la propriété Rothschild en 1856, étendue à trente hectares entre le bois et la Seine avec une certaine complaisance du conseil municipal, réduit davantage encore les voies d'accès à la capitale. Les Boulonnais réclament la percée de nouvelles portes, mais satisfaction tarde à leur être donnée.
En 1881, une station d'étude scientifique appelée « station physiologique du Parc des Princes » s'installe sur le site, à proximité de l'actuel stade Roland-Garros. Étienne-Jules Marey y mène des recherches sur la chronophotographie, et y fonde en 1902 l'institut qui portera son nom par la suite. Cet institut fut détruit en 1978 pour permettre l'extension de Roland-Garros. 
Au sortir de la guerre, Boulogne présente schématiquement un clivage en trois zones, l’îlot résidentiel du Parc des Princes au nord-est, les habitations ouvrières au centre autour du boulevard Jean-Jaurès depuis le parc du château jusqu'à au-delà de la place Marcel-Sembat, une large zone industrielle qui court sur quatre cents à neuf cent mètres de profondeur le long de la Seine depuis le pont de Saint-Cloud jusqu'à la porte du Point-du-Jour.

### Période contemporaine

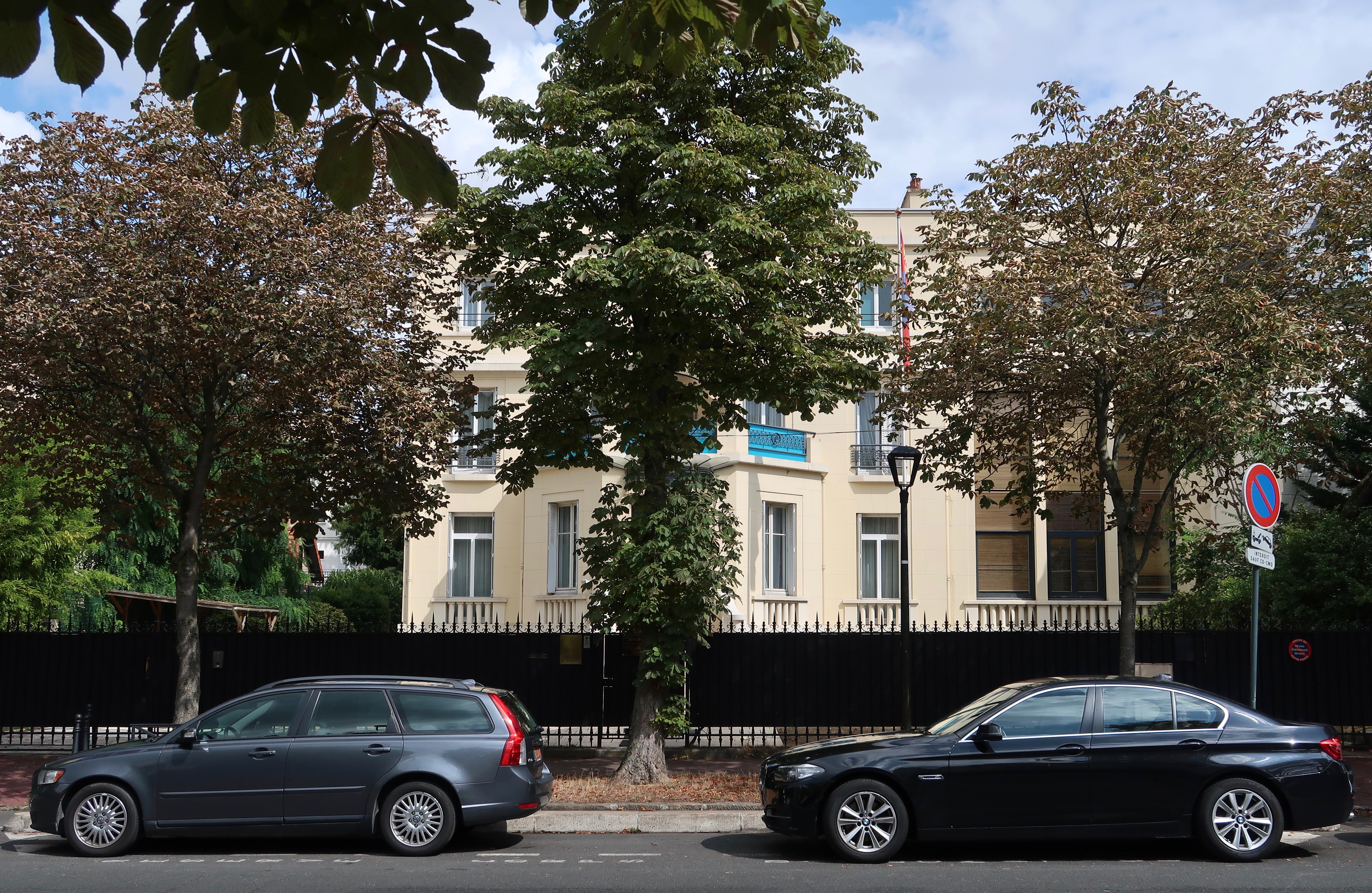
L'ambassade de Mongolie.

Le Parc des Princes n'est pas sur le territoire de la ville de Paris, mais après l'annexion des communes limitrophes voulue par Napoléon III en 1860, le site se retrouve à cheval sur les territoires de Paris et Boulogne-Billancourt. Aujourd'hui, le Parc des Princes est inclus dans l'un des 6 quartiers de Boulogne, le quartier Les Princes – Marmottan, au nord-est de Boulogne-Billancourt, en lisière du bois de Boulogne. 
Entre 1894 et 1897 est construite une des premières enceintes sportives parisiennes, le stade vélodrome de Boulogne aussitôt appelé, « stade vélodrome du Parc des Princes » et abrégé sous le nom de « Parc des Princes ». Ainsi le 18 juillet 1897, à cheval entre les communes de Paris et Boulogne-Billancourt est inauguré un stade multifonctionnel accueillant divers sports comme le cyclisme, l'athlétisme, le rugby et le football et ce qu'on appelle depuis le « Parc des Princes », le plus important stade situé sur la commune de la capitale. 
Le Parc des Princes était donc un vaste espace qui ne se limitait pas seulement aux quelques hectares de l'emprise de l'actuel stade. C'est aujourd'hui un quartier peu dense à l'élégante architecture. Plusieurs voies privées se font face autour du bois comme l'allée des Pins ou la rue des Arts. Le quartier des Princes abrite plusieurs institutions prestigieuses comme la bibliothèque Marmottan, la clinique Montevideo, la clinique du Belvédère, les écoles privées les plus importantes de Boulogne-Billancourt et l'ambassade de Mongolie. Il offre également une vue imprenable sur le stade Roland-Garros. On y trouve enfin le plus important patrimoine architectural des années 1930 avec de nombreuses villas et des immeubles de rapport dessinés par Le Corbusier, Mallet-Stevens ou encore Georges-Henri Pingusson.